# Serra de les Arquetes
La Serra de les Arquetes és una serra situada al municipi de Coll de Nargó a la comarca de l'Alt Urgell, amb una elevació màxima de 1.374 metres.